# Fatimarlei Lunardelli
Fatimarlei Lunardelli (Guaporé, 2 de fevereiro de 1961) é uma jornalista, escritora, professora e crítica de cinema brasileira.
Formou-se em jornalismo pela Universidade Federal do Rio Grande do Sul (1983), com mestrado em Artes pela Universidade de São Paulo (1995) e doutorado em Ciências da Comunicação, também pela USP (2002) .

## Biografia
Começou sua atividade profissional em 1982, na Rádio da Universidade, da UFRGS, Trabalhou na Rádio Pampa, Bandeirantes FM, Correio do Povo, Jornal do Comércio e Pioneiro. A partir de 1989 foi programadora do Cinema Universitário, da UFRGS.
Sua dissertação de mestrado na USP, um estudo sobre o cinema popular do grupo Os Trapalhões, foi publicada em 1996. Tem mais dois livros publicados, um sobre a história do Clube de Cinema de Porto Alegre e outro sobre a crítica de cinema em Porto Alegre nos anos 1960. Tem ainda publicados vários capítulos de livros coletivos e artigos em revistas especializadas . Em 2002, organizou o catálogo de 21 anos do Unicultura, programa de extensão universitária da UFRGS. É colaboradora da revista de cinema Teorema desde os seus primeiros números .
Atualmente é professora do Curso de Realização Audiovisual da Unisinos, responsável pelas disciplinas de Teorias do Cinema, Crítica Cinematográfica e Análise Fílmica. Também atua como jornalista na UFRGS, onde coordena, com Miriam Rossini, o Núcleo de Cinema e Comunicação .
É sócia fundadora da ACCIRS, Associação de Críticos de Cinema do Rio Grande do Sul . É também membro da Academia Literária Feminina do Rio Grande do Sul .